# NGC 3935
NGC 3935 este o hi (21cm) source⁠(d) situată în constelația Ursa Mare. A fost descoperită în 29 aprilie 1827 de către John Herschel. Se află la o distanță de 48,69 de megaparseci de Pământ.